# Koňské šířky

Koňské šířky - Horse Latitudes

Koňské šířky jsou subtropické zeměpisné šířky mezi 30° a 35° severně i jižně, charakteristické svými mírnými větry a horkým suchým počasím. Tento pás na severní polokouli se někdy nazývá tišiny obratníku Raka a na jižní polokouli tišiny obratníku Kozoroha.
Předpokládá se, že název vznikl při cestách do Nového světa, kdy byly posádky v bezvětří stojících plachetnic donuceny utratit část koní z důvodu ušetření tenčících se zásob vody, nebo pro jejich maso.
V koňských šířkách sestupuje k zemskému povrchu vzduch proudící směrem od rovníku k zemským pólům (tzv. antipasát). Ten se při zemském povrchu rozdělí, část proudí zpět k rovníku ve formě pasátu a část směrem k pólům ve formě západních větrů (anglicky westerlies).